# Aspre (monnaie byzantine)

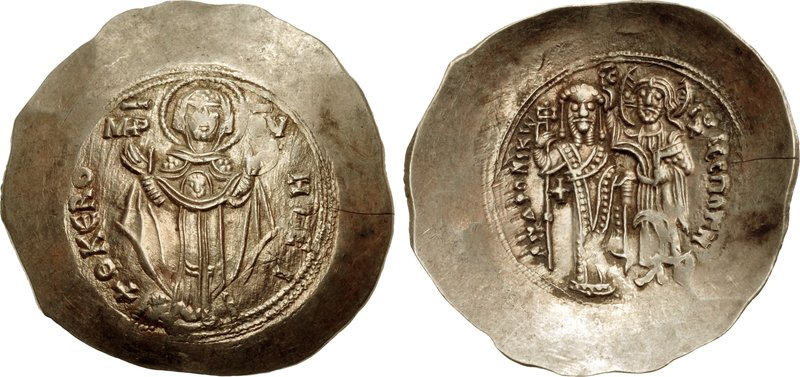
Aspre d’Andronic Ier Comnène

L’aspre (en grec : ἄσπρον) fut une monnaie d’argent ou d’alliage d’argent émis dans les derniers siècles de l’Empire byzantin.

## Contexte
Issu du latin asper (« âpre, rude, rugueux ») c’est-à-dire non usée par le frottement ou, en d’autres termes, fraîchement frappée, et du grec  ἄσπρον (blanc), le terme désignait une monnaie d’argent récente . Les Latins utilisaient l’expression nummus asper (« monnaie âpre ») pour désigner une pièce de monnaie non encore polie par l’usage.
Le terme devait désigner une nouvelle pièce de monnaie lors de la réforme monétaire d’Alexis Ier Comnène.
Lorsque ce dernier prit le pouvoir en 1081, les finances de l’État étaient au bord du gouffre. L’empereur dut d’abord déprécier la valeur du nomisma, unité de base du système monétaire, pour payer l’armée levée pour faire face à Robert Guiscard en 1082. La valeur en or du nomisma, à l’origine de 24 carats était tombée à 17 carats en 1071 après la défaite de Manzikert et n’était plus que de 2 carats en 1092,. Le miliaresion, monnaie d’argent, qui s’échangeait à 12 pour un nomisma, avait vu son alliage tomber de 90 % sous Constantin X (r. 1059 – 1067) à 45 % sous le prédécesseur d’Alexis, Nicéphore III (r. 1078 – 10081). La dévaluation s’était accompagnée d’une hausse des prix telle qu’elle avait valu à Michel VII (r. 1071 – 1078) le surnom de Parapinakès  parce que sous son règne le nomisma n’achetait plus qu’un modios de blé, moins un pinakion (1/4 de modios) .

## Système monétaire d’AlexisIer
En 1092, tirant parti du répit que lui laissait la guerre contre les Seldjoukides, Alexis profita du couronnement de son fils Jean pour célébrer l’évènement en remplaçant l’ancien système monétaire basé sur le nomisma par un nouveau système basé sur l’hyperpère (en grec hyperpyron, signifiant « hyper-raffiné »).
Dans ce nouveau système où, marque distinctive, les pièces (sauf le tetarteron) seront concaves et non plates, deux pièces porteront le nom d’ « aspre » : l’aspre trachy (tricéphale) valant 1/3 d’hyperpère fait d’électrum (alliage or et argent) et le stamenon valant 1/48 d’hyperpère fait de billon (alliage argent et cuivre),.
Le système monétaire, qui devait durer jusqu’au début du XIVe siècle, se présentait ainsi :
- Hyperpère; or (85 %)
- Aspre trachy; electrum; valeur = 1/3 d’hyperpère
- Stamenon ou aspre trachy; billon; valeur = 1/48 d’hyperpère
- Tetarteron; cuivre; valeur=1/864 d’hyperpère[8].

## Par la suite

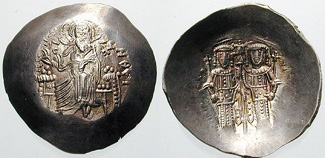
Aspre trachy d’Alexis III (r. 1195-1203).

La période suivante allant du début du XIVe siècle au milieu du même siècle verra la disparition de l’aspre et la mise en circulation d’une pièce d’argent, le basilicon modelé sur le ducat d’argent de Venise et d’une petite pièce de cuivre appelée assarion.
- Hyperpère; or
- Basilicon; argent; valeur = 1/12 d’hyperpère
- Tournesion; billon; valeur = 1/96 d’hyperpère
- Trachy; cuivre; valeur = 1/384 d’hyperpère et
- Assarion; cuivre; valeur = 1/768 d’hyperpère

L’aspre reviendra au cours de la dernière réforme monétaire qui durera de 1367  jusqu’à la chute de l’empire en 1453. Pendant cette période, l’aspre sera aussi appelé doucatopoulon (ou duchatelo dans les sources italiennes). Cette période verra la disparition complète des monnaies d’or et le retour aux monnaies d’argent.
- Hyperpère (maintenant devenue une simple unité de compte)
- Stavraton; argent; valeur = ½ hyperpère
- Demi-stavraton; argent; valeur = ¼ d’hyperpère
- Aspre (Doucatopoulon/duchatelo); argent; valeur = 1/16 d’hyperpère
- Tournesion; cuivre; valeur = 1/192 d’hyperpère
- Follaro; cuivre; valeur = 1/576 (?) d’hyperpère.

## En dehors de l’Empire byzantin
L’Empire byzantin ne fut pas le seul à émettre des « aspres ». Sous le nom de « akçe », elle constitua une unité monétaire de l'Empire ottoman à partir du XIVe siècle avant de tomber en désuétude au début du XIXe siècle. Sa frappe est attestée à Bursa pour la première fois au cours du règne d'Orkhan, en 1326. Petite  et peu pratique elle  pesait alors environ 1,15 g d'argent plus ou moins cuivré. Des dévaluations successives feront que sous Mahmoud II (r. 1808-1839), elle ne contiendra plus que 0,01 g d'argent et sera démonétisée lors de l’introduction d’un nouveau système monétaire sur base décimale .
Par ailleurs plusieurs autres cités et gouvernements comme Trébizonde, Caffa, Simisso (ou Samsun), Tana et Rhodes frapperont des « aspres » comme il apparait dans les livres de compte du marchant et banquier vénitien Giacomo Badoer .	